# Црна-Трава
Црна-Трава (серб. Црна Трава) — населённый пункт в Ябланичском округе Сербии. Центр одноимённой общины.

## Население
Согласно переписи населения 2002 года, в селе проживало 563 человека (553 серба, 6 болгар, 3 югослава и 1 лицо неизвестной национальности).
| Численность населения | Численность населения | Численность населения | Численность населения | Численность населения | Численность населения | Численность населения | Численность населения |
| 1948                  | 1953                  | 1961                  | 1971                  | 1981                  | 1991                  | 2002                  | 2011                  |
| --------------------- | --------------------- | --------------------- | --------------------- | --------------------- | --------------------- | --------------------- | --------------------- |
| 2051                  | 1860                  | 1639                  | 1276                  | 873                   | 688                   | 563                   | 434                   |

## Религия
Согласно церковно-административному делению Сербской православной церкви, село относится к Четвёртому власотинацкому приходу Власотинацкого архиерейского наместничества Нишской епархии. В селе расположен храм Святого Николая.